# Otis (orkaan)
Orkaan Otis was een verwoestende tropische orkaan die op 25 oktober 2023 aan land kwam nabij Acapulco als een orkaan van de allerhoogste,  vijfde categorie. 
Otis was de eerste orkaan in de Stille Oceaan die met categorie 5 intensiteit aan land kwam en overtrof orkaan Patricia als de sterkste aan land komende orkaan in de Stille Oceaan ooit geregistreerd. Otis is ontstaan uit een storing, enkele honderden kilometers ten zuiden van de Golf van Tehuantepec. Aanvankelijk werd er voorspeld dat de orkaan slechts een zwakke tropische storm met piekintensiteit zou zijn, maar Otis onderging in plaats daarvan een explosieve intensivering en kwam met windsnelheden van 266 kilometer per uur aan land. Eenmaal landinwaarts verzwakte de orkaan snel voordat hij de volgende dag verdween.
Orkaan Otis kwam net ten westen van Acapulco aan land en bracht aan ruim 200.000 gebouwen en 80% van de hotels aan de kust ernstige schade toe. Aardverschuivingen en overstromingen waren het gevolg van de hevige bijkomende regenval. De stroom- en communicatienetwerken werden zwaar beschadigd waardoor informatie over de verwoestende impact van de orkaan aanvankelijk grotendeels onbekend bleef. In de nasleep had de stad geen drinkwater en elektriciteit. De regering van Guerrero mobiliseerde duizenden militairen om overlevenden te helpen en plunderingen van supermarkten en bouwmarkten te stoppen. De orkaan veroorzaakte minstens 48 doden en liet minstens 36 vermisten achter.